# قریات فالح
قریات فالح (به عربی: قریات فالح) یک منطقهٔ مسکونی در اردن است که در استان امان واقع شده‌است.